# Yohandry Orozco
Yohandry José Orozco Cujia (* 19. März 1991 in Maracaibo) ist ein venezolanischer Fußballspieler.

## Karriere

### Verein
In seiner Jugend spielte er zunächst in seiner Heimatstadt Maracaibo für lokale Vereine wie Berasaca und Centro Gallego.
Sein Debüt im Profifußball gab er 2007 im Alter von 16 Jahren für UA Maracaibo in der ersten venezolanischen Fußballliga. Zur Saison 2009/10 wechselte er zum Ligarivalen Zulia FC, wo er schnell zur Stammkraft und zum Nationalspieler wurde. In der Folge wurde der VfL Wolfsburg auf ihn aufmerksam und verpflichtete ihn im Januar 2011. Orozco unterschrieb einen Vertrag bis zum 30. Juni 2015. Nach Juan Arango und Tomás Rincón war er der dritte Bundesligaspieler aus Venezuela. In der Rückrunde der Saison 2010/11, in der es für den VfL um den Klassenerhalt ging, kam er allerdings noch nicht zum Einsatz. Sein Bundesligadebüt gab er am 15. Oktober 2011, als er gegen den 1. FC Nürnberg in der Startelf stand. Am 15. März 2012 gelang Orozco seine einzige Torbeteiligung für den VfL, als er den Ausgleich durch Ivica Olić beim 1:1 gegen Fortuna Düsseldorf vorbereitete. Insgesamt absolvierte Orozco in zweieinhalb Spielzeiten nur sieben Ligaspiele für den VfL Wolfsburg.
Nachdem sich Orozco in Wolfsburg nicht durchsetzen konnte, wechselte er zur Saison 2013/14 zurück in seine Heimat zum Deportivo Táchira Fútbol Club. Bei Deportivo Táchira wurde Orozco wieder Stammspieler und absolvierte in zwei Spielzeiten 68 Spiele, in denen er insgesamt 15 Tore erzielte. 2015 wurde er mit seiner Mannschaft venezolanischer Meister.
Nach der Saison 2014/15 wechselte er zum saudi-arabischen Klub Ittihad FC, wo er jedoch nicht spielen durfte, da die vom saudi-arabischen Fußballverband vorgesehene Anzahl von nicht-asiatischen Spielern nach der Ankunft des Ghanaers Sulley Muntari überschritten wurde.
Nach einem halben Jahr ohne Spielpraxis nahm der US-amerikanische Zweitligist New York Cosmos Orozco Anfang 2016 unter Vertrag. Mit New York Cosmos gewann er das Finale (Soccer Bowl) der North American Soccer League 2016. Anfang 2017 kehrte er nach sechs Jahren zum Zulia FC zurück. Zur Spielzeit 2018 wechselte er nach Kolumbien zu Deportes Tolima aus Ibagué und wurde dort Meister der Apertura. Auch danach folgten mehrere Vereinswechsel, inklusive einer vorübergehenden Rückkehr zu Deportes Tolima. Aktuell steht Orozco beim malaysischen Selangor FC unter Vertrag.

### Nationalmannschaft
Yohandry Orozco absolvierte zwischen 2009 und 2011 sieben U-20-Länderspiele für Venezuela, bei denen er zwei Tore erzielte. Er nahm außerdem an der U-20-Weltmeisterschaft 2009 teil. 
Am 3. März 2010 gab er sein Debüt für die A-Nationalmannschaft gegen Panama. Während der Copa América 2011, bei der Venezuela einen historischen vierten Platz belegte, kam Orozco zweimal zum Einsatz. Beim Vorrundenspiel gegen Paraguay und beim Spiel um Platz drei gegen Peru stand er jeweils in der Startelf. Sein letztes von 25 Länderspielen absolvierte er 2014.

## Erfolge
- Venezolanischer Meister 2015 mit Deportivo Táchira FC
- Meister der North American Soccer League 2016 mit New York Cosmos
- Kolumbianischer Meister 2018-I und 2021-I mit Deportes Tolima
- Platz 4 bei der Copa América 2011 mit Venezuela